# Проективная геометрия
Проективная геометрия — раздел геометрии, изучающий проективные плоскости и пространства.
Главная особенность проективной геометрии состоит в принципе двойственности, который прибавляет симметрию во многие конструкции.
Проективная геометрия может изучаться как с чисто геометрической точки зрения, так с аналитической (с помощью однородных координат) и с алгебраической, рассматривая проективную плоскость как структуру над полем. Часто, и исторически, вещественная проективная плоскость рассматривается как евклидова плоскость с добавлением «прямой в бесконечности».
Тогда как свойства фигур, с которыми имеет дело Евклидова геометрия, являются метрическими (конкретные величины углов, отрезков, площадей), а эквивалентность фигур равнозначна их конгруэнтности (то есть когда фигуры могут быть переведены одна в другую посредством движения с сохранением метрических свойств), существуют более «глубоко лежащие» свойства геометрических фигур, которые сохраняются преобразованиями более общего типа, чем движение. Проективная геометрия занимается изучением свойств фигур, инвариантных при классе проективных преобразований, а также самих этих преобразований.
Проективная геометрия дополняет евклидову, предоставляя простые решения для многих задач, осложнённых присутствием параллельных прямых. Особенно проста проективная теория конических сечений.

## История
Хотя некоторые результаты, которые теперь причислены к проективной геометрии, восходят к работе таких древнегреческих геометров, как Папп Александрийский, проективная геометрия как таковая родилась в XVII веке из прямой перспективы в живописи и архитектурном черчении. Идея бесконечно далёких точек, в которых пересекаются параллельные прямые, появилась независимо у французского архитектора Жерара Дезарга и у немецкого астронома Иоганна Кеплера. Дезарг даже предложил, что может существовать прямая, состоящая исключительно из бесконечно удалённых точек.
В XIX веке интерес к этой области возродился благодаря трудам Жана-Виктора Понселе и Мишеля Шаля.
Понселе вывел проективное пространство из евклидова, добавив прямую в бесконечности, на которой пересекаются все плоскости, параллельные данной, и доказал принцип дуальности.
Шаль продолжил и значительно углубил труды Понселе.
Позже фон Штаудт создал чисто синтетическую аксиоматизацию, объединяющую эти прямые с остальными.
В конце XIX века Феликс Клейн предложил использовать для проективной геометрии однородные координаты, которые ранее ввели Мёбиус, Плюккер и Фейербах.

## Терминология
Основные, оставленные без определения в стандартной аксиоматизации, понятия проективной геометрии — это точка и прямая. Совокупность точек на прямой называется рядом, а совокупность прямых, проходящих через точку — пучком. Совокупность точек на прямых в пучке A, пересекающихся с прямой BC, определяет плоскость ABC.
Принцип двойственности гласит, что любая конструкция проективной геометрии в n-мерном пространстве остаётся верной, если во всех случаях заменить (k)-мерные конструкции на (n-k-1)-мерные. Так, любая конструкция в проективной плоскости остаётся верной, если заменить точки на прямые и прямые на точки.
Преобразование ряда прямой X в пучок точки x, не находящейся в этом ряду, или обратно, идентифицирует каждую точку в ряду с пересекающей её прямой из пучка и пишется X ⌅ x.
Последовательность из нескольких таких преобразований (из ряда в пучок, потом обратно в ряд, и так далее) называется проективностью. Перспективность — это последовательность из двух проективностей (пишется X ⌆ X′). Перспективность двух прямых проходит сквозь центр O, а перспективность двух точек — сквозь ось o.
Точка инвариантна по отношению к проективности, если проективность преобразует её в ту же точку.
Треугольник — это три точки, соединённые попарно прямыми. Полный четырёхвершинник — это четыре точки (вершины) в одной плоскости, из которых никакие три не коллинеарны, соединённые попарно прямыми.
Пересечение двух из этих прямых, не являющееся вершиной, называется диагональной точкой.
Полный четырёхсторонник определяется аналогично, но с точками вместо прямых и прямыми вместо точек.
Аналогично можно определить полный n-вершинник и полный n-сторонник.
Два треугольника перспективны, если они могут быть соединены с помощью перспективности, то есть их грани пересекаются на коллинеарных точках (перспективность сквозь прямую) или их вершины соединены конкурентными прямыми (перспективность сквозь точку).

## Основные подходы
Есть три главных подхода к проективной геометрии: независимая аксиоматизация, дополнение евклидовой геометрии, и структура над полем.

### Аксиоматизация
Проективное пространство можно определить с помощью разного набора аксиом. Коксетер предоставляет следующие:
1. Существует прямая и точка не на ней.
2. На каждой прямой есть по крайней мере три точки.
3. Через две точки можно провести ровно одну прямую.
4. Если {\displaystyle A}, {\displaystyle B}, {\displaystyle C}, и {\displaystyle D} — различные точки и {\displaystyle AB} и {\displaystyle CD} пересекаются, то {\displaystyle AC} и {\displaystyle BD} пересекаются.
5. Если {\displaystyle ABC} — плоскость, то существует по крайней мере одна точка не в плоскости {\displaystyle ABC}.
6. Две различные плоскости пересекаются по крайней мере в двух точках.
7. Три диагональные точки полного четырёхугольника не коллинеарны.
8. Если три точки на прямой {\displaystyle X} инвариантны по отношению к проективности {\displaystyle \varphi }, то все точки на {\displaystyle X} инвариантны по отношению к {\displaystyle \varphi }.

Проективная плоскость (без третьего измерения) определяется несколько другими аксиомами:
1. Через две точки можно провести ровно одну прямую.
2. Любые две прямые пересекаются.
3. Существует четыре точки, из которых нет трёх коллинеарных.
4. Три диагональные точки полных четырёхугольников не коллинеарны.
5. Если три точки на прямой {\displaystyle X} инвариантны по отношению к проективности {\displaystyle \varphi }, то все точки на {\displaystyle X} инвариантны по отношению к {\displaystyle \varphi }.
6. Теорема Дезарга: Если два треугольника перспективны сквозь точку, то они перспективны сквозь прямую.

При наличии третьего измерения, теорема Дезарга может быть доказана без введения идеальных точки и прямой.

### Дополнение евклидовой геометрии
Исторически, проективное пространство было впервые определено, как дополнение евклидова пространства идеальным элементом — бесконечно удалённой плоскостью.
Каждая точка на этой плоскости соответствует направлению в пространстве и является местом пересечения всех прямых этого направления.

### Структура над полем
{\displaystyle n}-мерное проективное пространство над полем {\displaystyle F} определяется с помощью системы однородных координат над {\displaystyle F}, то есть множества ненулевых {\displaystyle (n+1)}-векторов из элементов {\displaystyle F}. Точка и прямая определяются как множество векторов, отличающихся умножением на константу.
Точка {\displaystyle x} находится на прямой {\displaystyle X}, если скалярное произведение {\displaystyle X\cdot x=0}. Таким образом, имея прямую {\displaystyle X}, мы можем определить линейное уравнение {\displaystyle X\cdot x=0}, определяющее ряд точек на {\displaystyle X}. Из этого следует, что точки {\displaystyle x}, {\displaystyle y}, и {\displaystyle z} коллинеарны, если {\displaystyle X\cdot x=X\cdot y=X\cdot z=0} для какой-нибудь прямой {\displaystyle X}.

## Важные теоремы
- Теорема Дезарга
- Теорема Брианшона
- Теорема Паппа
- Теорема Паскаля